# R.D. 22
Lo R.D. 22 è stata una nave dragamine della Regia Marina affondata durante la seconda guerra mondiale il 25 ottobre 1943 per urto contro una mina magnetica

## Storia
Costruita nel cantiere navale di Castellammare di Stabia, la Regia Nave R.D. 22 fu varata il 31 dicembre 1917, ed entrò in servizio nella Regia Marina il 1 febbraio 1918.  La nave aveva scafo in acciaio, e disponeva di un apparato propulsore basa su una caldaia a tubi d'acqua alimentata a carbone tramite due forni. Essa alimentava una  macchina alternativa a triplice espansione erogante la potenza di 870 CV. L'armamento si basava su di un cannone da 76/40 Mod. 1916 R.M. mm e 2 mitragliatrici Colt da 6,5 mm.
Nel corso della seconda guerra mondiale, il 12 febbraio 1942 insieme alla torpediniera Insidioso e a due motovedette, venne inviato alla ricerca dei superstiti del piroscafo  Duino, affondato quattro giorni prima per urto contro mina al largo di Bari. Il Duino, partito da Cattaro per Bari il mattino dell'8 febbraio, non era mai arrivato a destinazione e trascorsero alcuni giorni prima che iniziassero le ricerche. Al tramonto dell'11 febbraio il piroscafo Anna Martini trovò due zattere cariche di naufraghi appartenenti alla nave scomparsa, a 17 miglia per 63° da Bari. All’alba del 12 febbraio furono inviati a cercare ulteriori superstiti il dragamine R.D. 22 e le altre tre unità, che condussero le ricerche in cooperazione con un aereo. Fu lo R.D. 22 ad avvistare e a soccorrere le due zattere di cui avevano parlato i naufraghi, e a bordo furono ritrovati 23 superstiti ed un cadavere. Dopo questi non furono più ritrovati naufraghi del Duino.
Dopo la forma dell'armistizio dell'8 settembre 1943, lo R.D. 22 rimase in territorio controllato dal Regno del Sud. L'unità fu subito impiegata in missioni belliche, e all'1:20 del 25 ottobre 1943, nel corso di un normale spostamento legato all'attività di dragaggio, lo R.D. 22 saltò in aria a 100 metri per 60° dal semaforo di Brindisi. Causa più probabile dell’esplosione fu una mina magnetica. Tra le 24 persone presenti a bordo non vi fu alcun superstite.

### Fonti
1. 1 2 3 4 5  Trento in Cina.
2. 1 2 3 4 5 6 7 8  Con la pelle appesa a un chiodo.